# Unterseeboot 47
Unterseeboot 47 (U-47) var en tysk typ VII B ubåt i Kriegsmarine under andra världskriget. Hon sjösattes den 25 februari 1937 vid Krupps Germaniawerft i Kiel och sattes i tjänst 17 december 1938. U-47 tillbringade totalt 238 dagar till sjöss och sänkte över 30 handelsfartyg med en sammanlagd vikt på 164 953 ton, vidare skadade man även åtta handelsfartyg.
Det U-47 blev mest känd för var bragden i inledningen av andra världskriget 14 oktober 1939 då den smög in i Storbritanniens viktigaste flottbas Scapa Flow belägen i norra Skottland och sänkte slagskeppet HMS Royal Oak (08) som låg för ankar. I den våghalsiga operationen avfyrades tre stycken torpeder, HMS Royal Oak kantrade och sjönk inom loppet av 15 minuter; 833 brittiska sjömän dödades. Först trodde britterna att explosionerna var orsakade av sabotage, när man väl insåg att det var ett ubåtsangrepp och spärrade av hamnen var det för sent och U-47 var redan på väg hem mot Tyskland.
Den 25 februari 1941 sänkte U-47 det svenska lastfartyget M/S Rydboholm i Nordatlanten. Besättningen kunde rädda sig i livbåtarna. U-47 försvann våren 1941 under ett patrulluppdrag i Nordatlanten och det är oklart hur hon förliste.

## Tekniska data
U-47 hade en vikt av 761 ton. Hon drevs av två 1 Megawatts dieselmotorer och av två 280 Kilowatts elektriska motorer. Vid ytläge kunde hon uppnå en fart av 17 knop (31 km/h) och i undervattensläge 7,6 knop (14 km/h). Beväpningen bestod av fyra torpedtuber i fören och en torpedtub i aktern i undervattensläge, i ytläge kunde däcksbeväpningen bestående av en 88 mm kanon och en 20 mm automatkanon användas. Fartygets räckvidd var 6500 nautiska mil (12 000 km).

## Besättning
Befälhavare:
- Korvettenkapitän Günther Prien

Officerare:
- Första Vaktofficer - Oberleutnant Erich Sander
- Andra Vaktofficer - Leutnant Martin Stephan
- Chefsingenjör - Oberleutnant Hans-Joachim Bothmann
- Styrman - Obersteuermann Hans Sammann

Manskap:
39 personer.
Totalt:
44 personer